# 卡尔尼施山

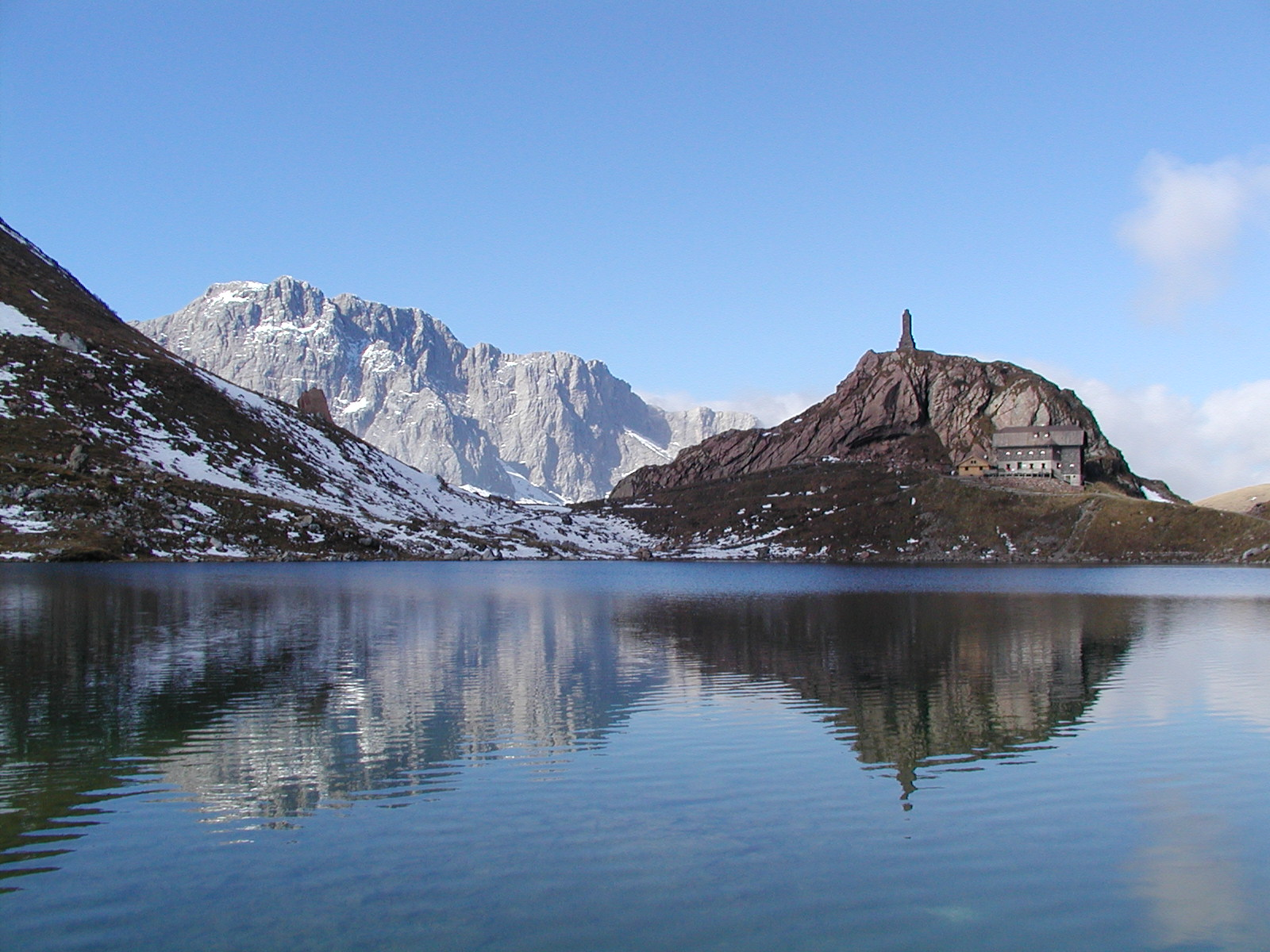

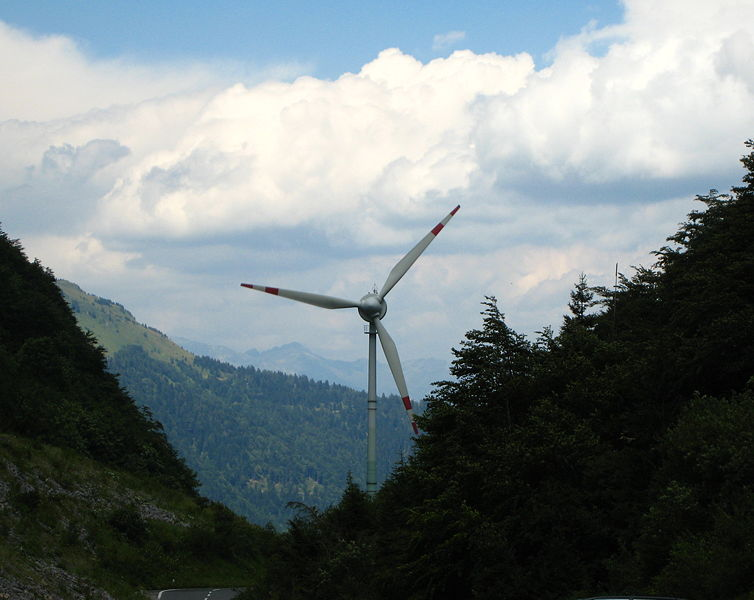

卡尔尼施山（德語：Karnische Alpen）是歐洲的山脈，是南石灰岩山脉的一部分，橫跨奧地利蒂羅爾州、克恩頓州和意大利佛里烏利-威尼斯朱利亞和威尼托，最高點海拔高度2,782米。

## 外部連結
- Carnic Alps on SummitPost（页面存档备份，存于）